# Mindre savblomfluga
Mindre savblomfluga (Brachyopa obscura) är en tvåvingeart som beskrevs av Thompson och Torp 1982. Mindre savblomfluga ingår i släktet savblomflugor, och familjen blomflugor. Arten är reproducerande i Sverige. Inga underarter finns listade i Catalogue of Life.